# Nederlandse kampioenschappen schaatsen afstanden 2023 - 1500 meter vrouwen
De 1500 meter vrouwen op de Nederlandse kampioenschappen schaatsen afstanden 2023 werd gehouden op vrijdag 3 februari 2023 in Thialf in Heerenveen. Er reden 20 deelneemsters mee.
Titelverdedigster was Antoinette Rijpma-de Jong, die de titel pakte tijdens de Nederlandse kampioenschappen schaatsen afstanden 2022. Ze prolongeerde haar titel en mocht samen met Marijke Groenewoud en Jutta Leerdam naar het wereldkampioenschap.

## Uitslag
| #      | Schaatsster               | Tijd       |
| ------ | ------------------------- | ---------- |
| Goud   | Antoinette Rijpma-de Jong | 1.55,21    |
| Zilver | Marijke Groenewoud        | 1.55,38    |
| Brons  | Jutta Leerdam             | 1.55,39    |
| 4      | Joy Beune                 | 1.55,78    |
| 5      | Elisa Dul                 | 1.57,48    |
| 6      | Myrthe de Boer            | 1.57,79    |
| 7      | Sanneke de Neeling        | 1.58,14    |
| 8      | Robin Groot               | 1.58,24    |
| 9      | Reina Anema               | 1.58,89    |
| 10     | Paulien Verhaar           | 2.00,10    |
| 11     | Aveline Hijlkema          | 2.01,56    |
| 12     | Kim Talsma                | 2.02,30    |
| 13     | Evelien Vijn              | 2.02,75    |
| 14     | Sanne Westra              | 2.02,85    |
| 15     | Naomi van der Werf        | 2.03,08    |
| 16     | Eline van Voorden         | 2.03,20    |
| 17     | Lotte Groenen             | 2.03,42 pr |
| 18     | Ju-Lin de Visser          | 2.04,52    |
| 19     | Romée Ebbinge             | 2.04,63    |
| 20     | Bente Kerkhoff            | 2.05,21    |

1987 · 
1988 · 
1989 · 
1990 · 
1991 · 
1992 · 
1993 · 
1994 · 
1995 · 
1996 · 
1997 · 
1998 · 
1999 · 
2000 · 
2001 · 
2002 · 
2003 · 
2004 · 
2005 · 
2006 · 
2007 · 
2008 · 
2009 · 
2010 · 
2011 · 
2012 · 
2013 · 
2014 · 
2015 · 
2016 · 
2017 · 
2018 · 
2019 · 
2020 · 
2021 · 
2022 · 
2023 · 
2024 · 
2025